# 让-克洛德·马尼昂
让-克洛德·马尼昂（法語：Jean-Claude Magnan，1941年6月4日—），法国男子击剑运动员。他曾参加1960年、1964年、1968年和1972年四届夏季奥运会，共收获一枚金牌、一枚银牌和两枚铜牌。